# Rognon (België)
Rognon is een gehucht in de Belgische provincie Waals-Brabant. Het ligt nabij de Zenne in Roosbeek, een deelgemeente van Rebecq.

## Geschiedenis
Terwijl in de middeleeuwen Rebecq afhing van de heren van Edingen, was Rognon een vrij leen afhankelijk van Trazegnies. Op de Ferrariskaart uit de jaren 1770 staat hier dan ook het gehucht Franc Fieve (letterlijk: vrij leen) weergeven.
Op het eind van het ancien régime werd Rognon een gemeente, maar deze werd in 1824 alweer opgeheven en bij de gemeente Rebecq gevoegd. Die gemeente werd voortaan Rebecq-Rognon genoemd, in het Nederlands Roosbeek. In 1977 werd Roosbeek een deelgemeente van de nieuwe fusiegemeente Rebecq.

## Bezienswaardigheden
- de Moulin d'Hou, een watermolen op de Zenne, op de grens met Steenkerke.
- Sinds 1977 werd een toeristische stoomtreinlijn uitgebaat, de Rail Rebecq Rognon. De lijn verbindt het station van Rebecq met een halte in Rognon.

Deelgemeenten: Bierk (Bierghes) · Roosbeek (Rebecq-Rognon) · Quenast

Overige kernen: Rognon · Wisbecq

Belgische gemeenten · Arrondissement Nijvel · Waals-Brabant · Wallonië